# The Capricornian

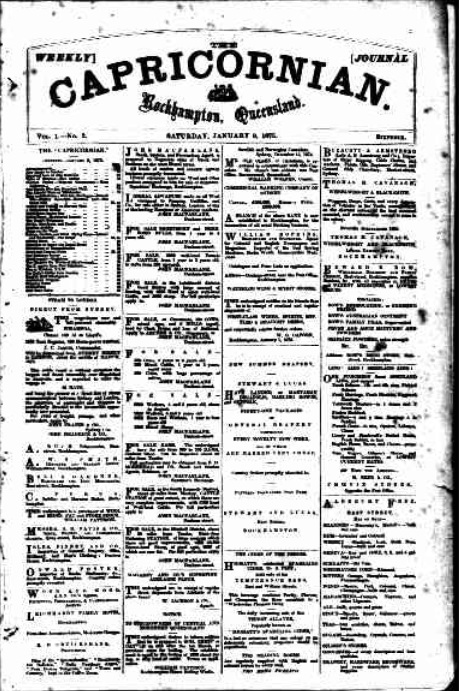
Primeira página de The Capricornian, 9 de janeiro de 1875

The Capricornian foi um jornal publicado em Rockhampton, Queensland, de 1875 a 1929.

## História
The Capricornian foi publicado de 2 de janeiro de 1875 a 26 de dezembro de 1929 em Rockhampton, Queensland. Fundiu-se com o Artesian para formar o Central Queensland Herald . Foi publicado por Charles Hardie Buzacott.

## Digitalização
O jornal foi digitalizado como parte do Programa de Digitalização de Jornais Australianos da Biblioteca Nacional da Austrália .